# Poy Sippi
Poy Sippi – miasto w Stanach Zjednoczonych, w stanie Wisconsin, w hrabstwie Waushara.